# Saab 9-5
O Saab 9-5 é um carro executivo que foi produzido pela montadora sueca Saab de 1997 a 2012.
A primeira geração 9-5 foi introduzida em 1997 para o ano modelo de 1998 , como substituto do Saab 9000 . Na época, o carro representou um desenvolvimento significativo para o fabricante. Nos Estados Unidos, o 9-5 foi introduzido no final de 1998, já no ano modelo de 1999.
Em 15 de setembro de 2009, a segunda geração foi apresentada no Salão do Automóvel de Frankfurt e a produção começou em março de 2010. Foi o primeiro Saab a ser lançado sob a propriedade da Spyker Cars , embora tenha sido desenvolvido quase totalmente sob a propriedade da GM. A produção cessou em 2012 em meio à liquidação do fabricante.